# Olga Bibik
Olga Bibik, née en 1976 à Krasnoïarsk,  Russie, est une grimpeuse russe.

## Palmarès

### Championnats du monde
- 2007 à Avilés,  Espagne
  -  Médaille de bronze en bloc
- 1997 à Paris,  France
  -  Médaille de bronze en vitesse
- 1993 à Innsbruck,  Autriche
  -  Médaille d'or en vitesse

### Championnats d'Europe
- 2004 à Lecco,  Italie
  -  Médaille d'or en bloc

### Rock Master d'Arco
- 2003 - 1e place